# SBB Ce 6/8 II
| Ce 6/8II Be 6/8II | Ce 6/8II Be 6/8II                                | Ce 6/8II Be 6/8II                                |
| --- | ------------------------------------------------ | ------------------------------------------------ |
| Ce 6/8II 14254 im Verkehrshauses |                                                  |                                                  |
| Nummerierung: | 14251–14283 später 14266–14285 1)                | 13251…13265                                      |
| Anzahl: | 33                                               | 13                                               |
| Hersteller: | SLM (mechanischer Teil), MFO (elektrischer Teil) | SLM (mechanischer Teil), MFO (elektrischer Teil) |
| Baujahr(e): | 1919–1922                                        | Umbau ab 1941                                    |
| Ausmusterung: | 1968–1986                                        | 1968–1986                                        |
| Achsformel: | (1’C)(C1’)                                       | (1’C)(C1’)                                       |
| Länge über Puffer: | 19'400 mm 19'460 mm 2)                           | 19'460 mm 3)                                     |
| Dienstmasse: | 128 t                                            | 126 t                                            |
| Reibungsmasse: | 104 t                                            | 103 t                                            |
| Höchstgeschwindigkeit: | 65 km/h                                          | 75 km/h                                          |
| Stundenleistung: | 1'650 kW (2'240 PS) bei 36 km/h                  | 2'700 kW (3'640 PS) bei 45 km/h                  |
| Dauerleistung: | 1'000 kW (1'340 PS) bei 40 km/h                  | 1'810 kW (2'440 PS) bei 46,5 km/h                |
| Treibraddurchmesser: | 1'350 mm                                         | 1'350 mm                                         |
| Laufraddurchmesser: | 950 mm                                           | 950 mm                                           |
| 1) Die Ce 6/8II 14260 wurde im Jahr 1949 zur Ce 6/8II 14284 umnummeriert, die Ce 6/8II 14262 wurde im Jahr 1949 zur Ce 6/8II 14285 umnummeriert 2) 19'400 mit Stangenpuffern, 19'460 mit Hülsenpuffern (ab 1930) 3) Gemäss SBB-Typenskizzen. In der Realität sind es wahrscheinlich 19'800 mm, da beim Umbau bei den Stossbalken Holzschwellen mit einer Dicke von ungefähr 170 mm an die Stossbalken angebaut wurden. |                                                  |                                                  |

Die Ce 6/8II (später teilweise Be 6/8II) sind Elektrolokomotiven der SBB, die vorwiegend auf der Gotthardbahn vor Güterzügen verwendet wurden und bis in die 1980er Jahre in Betrieb waren. Von den ab 1919 gebauten 33 Lokomotiven sind sieben erhalten. Die Ce 6/8II bekam mit den wenig später entwickelten Ce 6/8III ähnlicher Bauart den über die Grenzen der Schweiz hinaus bekannten Spitznamen Krokodil.

## Vorgeschichte
Am 30. Juni 1917 hatten die SBB vier Probelokomotiven Fb 2x2/3 11301, Fb 2x2/3 11302, Fc 2x3/4 und Fb 3/5 11201 zur Bestellung ausgeschrieben. Diese vier Lokomotiven hätten dann nach ihrer Ablieferung ausgiebig erprobt werden sollen.
Die Elektrifizierung der Gotthardbahn stand nach Planung (Fertigstellung 1920) kurz bevor. Viele Fachleute waren durch den Einsatz im Aktivdienst während des Ersten Weltkrieges nicht zur Verfügung. Im Weiteren wurde das soziale Klima in der Schweiz durch den Schweizer Generalstreik massiv belastet.
Im Frühling 1918 (10 Monate vor Ablieferung der Probelokomotiven) bestellten die SBB deshalb neben den schweren Gebirgs-Reisezuglokomotiven Be 4/6 12303–12312 und Be 4/7 12501–12506 die schweren Gebirgs-Güterzuglokomotiven Ce 6/8II 14251–14260 mit der Achsfolge 1’C+C1’. Weil mit dem Schrägstangenantrieb der Lokomotivfabrik Winterthur gewisse kinematische Probleme bei der Probelokomotive Fc 2x3/4 befürchtet wurden, folgten die SBB der Empfehlung der Industrie zu einer Lokomotive mit der Achsfolge 1’C+C1’ anstatt der Drehgestellanordnung (1’C)(C1’) mit einem einteiligen Lokomotivkasten. Auch wurde ein anderer Stangenantrieb vorgeschlagen. Die Lokomotive bestand nicht mehr aus einem Kasten, sondern aus drei Teilen, nämlich zwei schmalen Vorbauten und einem normalbreiten Mittelteil, die gelenkig miteinander verbunden waren. Die manchmal sogar in der Fachliteratur erwähnte Bezeichnung «Prototyp» für die Lokomotive Ce 6/8I ist also falsch, denn die Ce 6/8II war von Grund auf eine Neukonstruktion.

## Lastenheft
Die SBB verlangten von der Industrie die Erfüllung des nachfolgenden Lastenheftes:
- Die Lokomotiven müssen die Strecke zwischen Goldau und Chiasso innerhalb 28 Stunden mit einer jeweiligen Standzeit von 15 Minuten in den Endbahnhöfen mit einer Anhängelast von 860 t zweimal zurücklegen können. Auf einer Steigung grösser als 10 ‰ darf mit Schiebelokomotiven nachgeschoben werden.
- Auf der Strecke Bellinzona-Chiasso muss eine Anhängelast von 625 t alleine (Einfachtraktion) gezogen werden können. Die elektrischen Teile dürfen während jedem Einsatz und über die ganze Dauer die Werte der einschlägigen Bestimmungen der amerikanischen Normen nicht überschreiten.
- Auf einer Steilstrecke (Rampe) von 26 ‰ müssen bei 35 km/h 430 t und bei 50 km/h 300 t Anhängelast durch eine Lokomotive befördert werden können. Bei 10 ‰ Steigung müssen bei 65 km/h 300 t Anhängelast befördert werden können.
- Die Lokomotiven müssen auf 26-‰-Steigungen während 15 Minuten 20 Prozent Mehrleistung erbringen können. Die Anfahrleistung muss so ausgelegt sein, dass ein Zug von 430 t / 300 t in höchstens vier Minuten auf eine Geschwindigkeit von 35 km/h bzw. 50 km/h gebracht werden konnte.
- Eine Rekuperationsbremse muss vorhanden sein.

## Auftragsvergabe und Projektierung
Die Auftragserteilung der SBB an die schweizerische Lokomotivindustrie erfolgte im Frühling 1918. Die Schweizerische Lokomotiv- und Maschinenfabrik (SLM) übernahm den mechanischen Teil, die Maschinenfabrik Oerlikon (MFO) den elektrischen Teil.

## Technik

### Kasten, Maschinen, Apparate

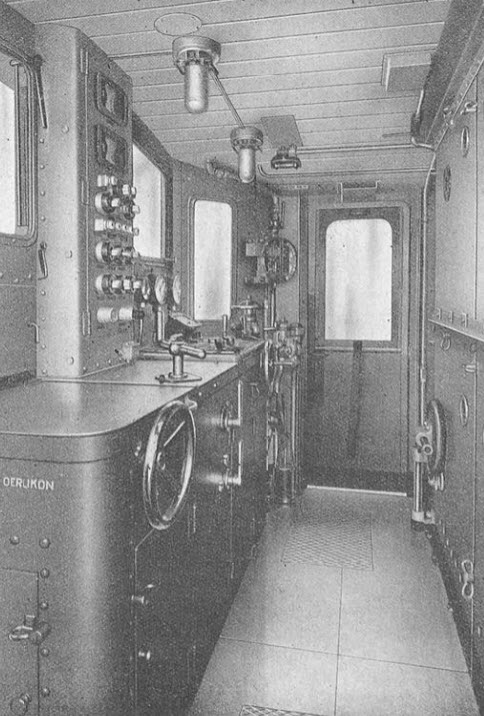
Führerstand für stehende Bedienung

Im Gegensatz zu den vier Probelokomotiven schlug die Industrie der SBB eine völlig andere Bauart vor. Die Lokomotive sollte aus zwei schmalen, niederen Vorbauten und einem dazwischen liegenden, normalbreiten und -hohen Kasten bestehen, die gelenkig miteinander verbunden waren. Dies war eine Abkehr von den im Bau befindlichen Probelokomotiven mit einem Rahmen oder mit Drehgestellen. Erste Erfahrungen mit der Probelokomotive Fc 2x3/3 der Bern-Lötschberg-Simplon-Bahn könnten zu diesem Entscheid geführt haben. Auch bei den Dampflokomotiven gab es Vorbilder, wie zum Beispiel die Garratt-Lokomotiven.

### Der mechanische Teil

#### Fahrwerk
In jedem der zwei Vorbauten befinden sich drei mit Kuppelstangen gekuppelte Triebachsen und eine Laufachse in einem Bisselgestell. Die mittlere Triebachse jedes Teils besitzt eine Seitenverschieblichkeit von 25 mm zwecks besserer Fahreigenschaften in den Kurven. Die Laufachsen können sich um 83 mm auf beide Seiten bewegen. Die Abfederung der Triebachsen erfolgt über Blattfedern auf die Rahmen der Vorbauten, wobei zum Ausgleich der Achsdrücke zwischen den Triebachsen sowie der benachbarten Laufachse Ausgleichshebel eingebaut sind.

#### Zugkraftübertragung
Die Übertragung der Zug- und Stosskräfte erfolgt von den Triebachsen auf die Rahmen der Vorbauten. Von dort werden die Kräfte einerseits auf die Zughaken und Puffer weitergeleitet. Andererseits erfolgt die Übertragung der Kräfte über eine abgefederte Kurzkupplung von einem Triebgestell auf das andere. Der zentrale Kasten dient also im Gegensatz zu anderen Lokomotiven des «Krokodil»-Typs nicht der Kraftübertragung von einem zum anderen Triebgestell (siehe unten #Lokomotivkasten). Die Kurzkupplung wirkt des Weiteren auch als Querkupplung und verbessert dadurch insbesondere den Einlauf des nachlaufenden Triebgestells in Kurven.

#### Antrieb

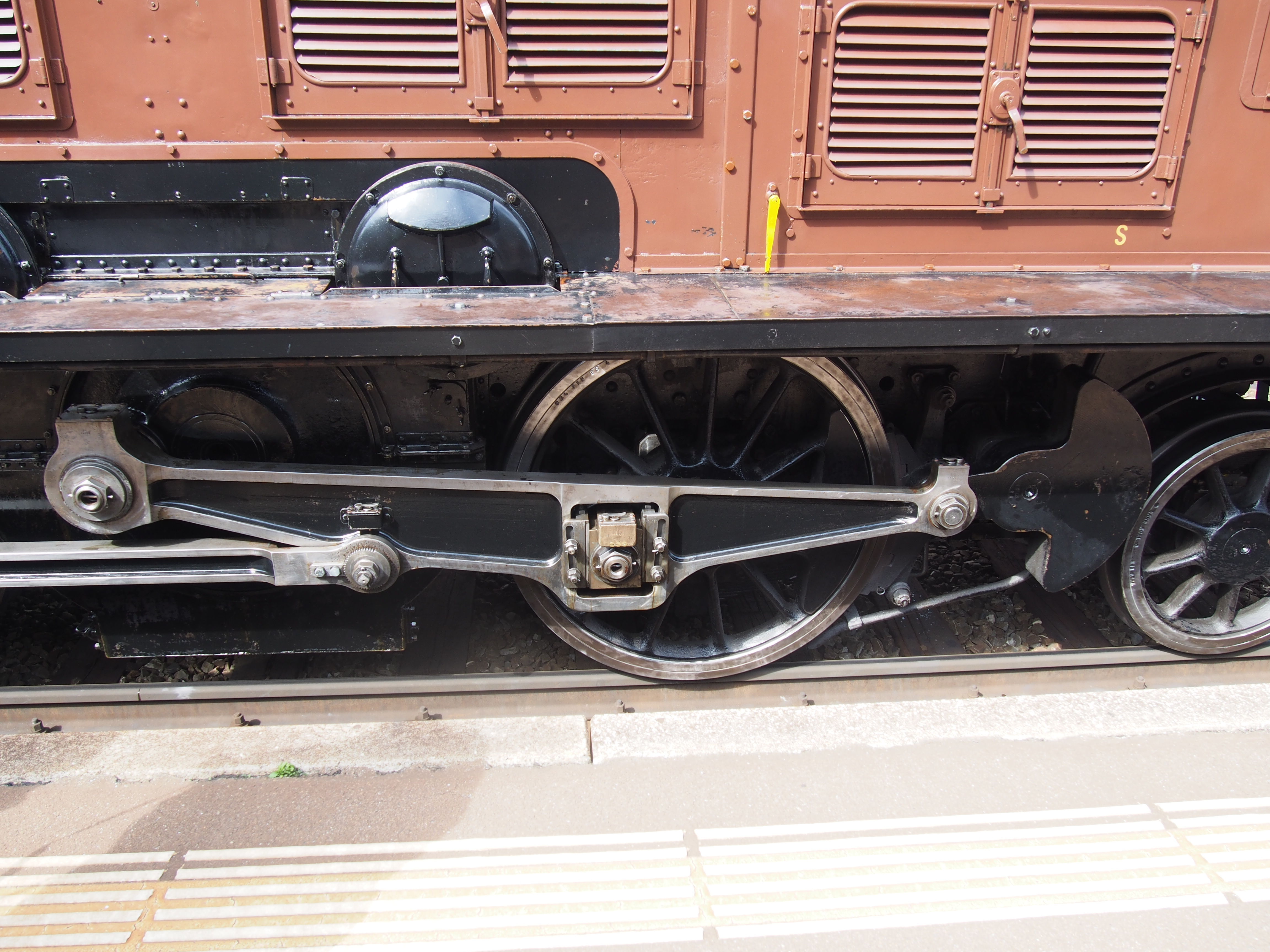
Stangenantrieb mit Dreiecksrahmen. Links Vorgelegewelle, rechts Blindwelle

In jedem Rahmen der Vorbauten sind zwischen der ersten und zweiten Triebachse zwei Triebmotoren eingebaut. Jeder der zwei Motoren treibt über beidseitige, gefederte Ritzel gemeinsame Zahnräder an, die auf der ebenfalls zwischen der ersten und zweiten Triebachse gelegenen Vorgelegewelle sitzen. Von der Vorgelegewelle erfolgt die Übertragung mit einem Dreieckrahmen, die durch Kurbeln auf einer pendelnd gefederten Blindwelle abgestützt wird, über ein Gleitlager auf die erste Triebachse. Von einem Anlenkpunkt an dem Dreieckrahmen wird die Antriebskraft auf die zweite und dritte Triebachse mit Kuppelstangen übertragen. Die Federung der Blindwelle wurde ab 1945 demontiert, da sich die auftretenden Horizontalkräfte als gering erwiesen. Bei der Nachfolgeserie, der Ce 6/8 III wurde die Antriebsform durch den Schrägstangenantrieb der Bauart Winterthur ersetzt, was eines der äusserlichen Hauptunterscheidungsmerkmale der beiden Bauarten ist.

#### Lokomotivkasten
Der Lokomotivkasten ist dreiteilig ausgeführt. Die äusseren beiden Teile (Vorbauten) sind fest mit den Triebgestellen verbunden. Der eigentliche Kasten in der Mitte ist mittels kugelförmigen Drehpfannen auf Drehzapfen in den Triebgestellen abgestützt. Die eine Drehpfanne ist unverschieblich, die andere besitzt eine Längsverschieblichkeit, damit keine Zug- und Druckkräfte über den zentralen Kasten übertragen werden (siehe oben #Zugkraftübertragung). Des Weiteren sind beidseits der Drehpfannen gefederte Druckstützen angeordnet.

#### Druckluftbremse
Die Lokomotiven besitzen eine Westinghouse-Druckluft-Doppelbremse. Diese wirkt, wie auch die Handbremse, auf die zwei Bremsklötze jeder Treibachse. Die Laufachsen sind nicht gebremst. Zwischen 1959 und 1963 wurden Stopex-Bremsgestängesteller eingebaut. Pro Triebgestell sind vier Sandkästen vorhanden.

### Der elektrische Teil

#### Hauptstromkreis

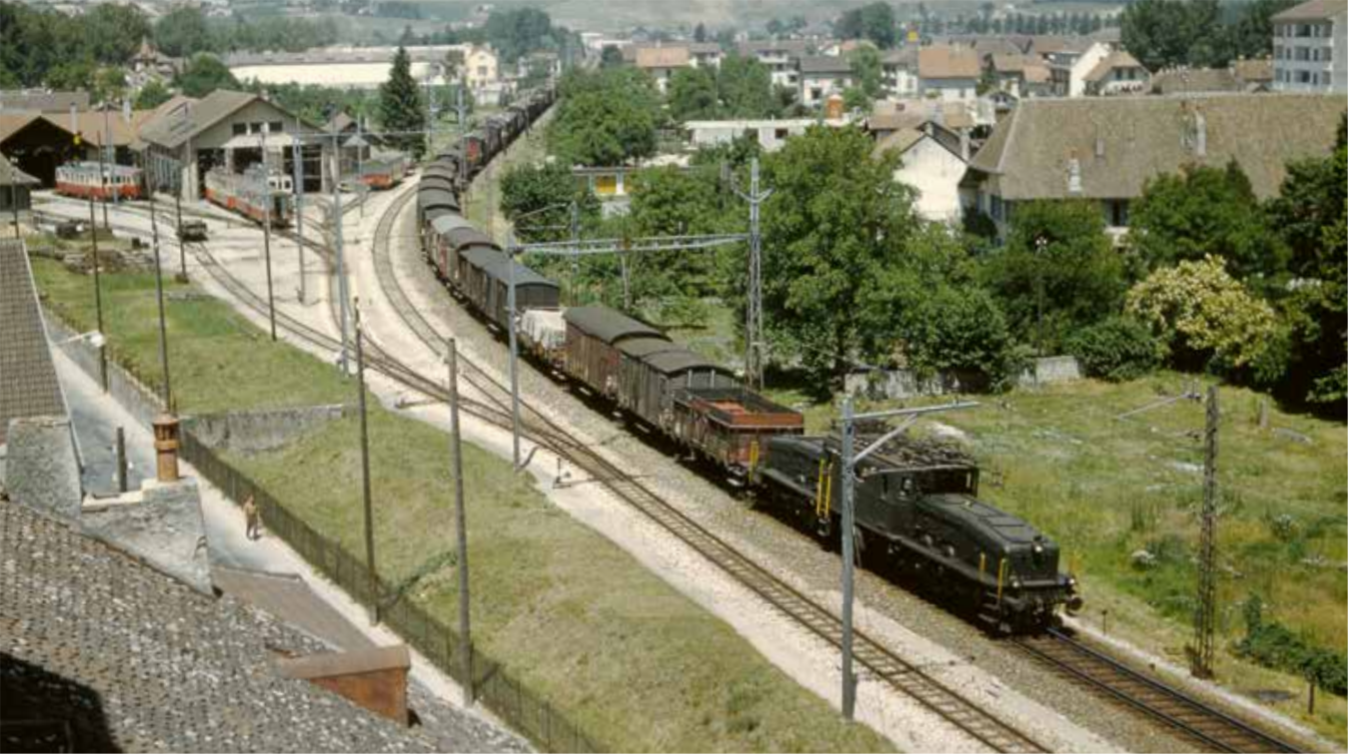
Ce 6/8 II 14274 im Sommer 1963 mit einem Durchgangsgüterzug beim Bahnhof Yverdon.

Die Ce 6/8II waren mechanisch mehr oder weniger gleich. Elektrisch bestanden aber erhebliche Unterschiede.
Auf dem mittleren Wagenkasten befanden sich die zwei Stromabnehmer und die Blitzschutzspule. Die elektropneumatische Fahrschaltersteuerung («Hüpfersteuerung») war im Kasten auf der fensterlosen Seite angeordnet. In der Mitte des Kastens befand sich in einem Schacht der Transformator. Die Blitzschutzspule wurde später entfernt.
Zur Kühlung des Transformatorenöls war der Transformatorenkessel (Gehäuse) bei den Lokomotiven 14251–14273 (ohne 14264) aussen mit Rippen versehen. Unterhalb des Bodenrahmens befanden sich zwei Ventilatorengruppen. Diese bliesen Kühlluft von unten nach oben an den Rippen vorbei durch den Schacht.
Die Lokomotiven 14264 und 14274–14283 hatten Transformatorenkessel mit glatten Aussenwänden. Das Öl wurde mit einer separaten Ölpumpe durch den Ölkühler gepresst.
Die Transformatoren der Lokomotiven 14251–14273 waren bei Ablieferung für den Betrieb mit 7'500 V Fahrleitungsspannung anstatt 15'000 V umschaltbar. Dies war notwendig, da die Gotthardbahn am Anfang nur mit der halben Fahrleitungsspannung betrieben wurde. Dadurch sollten Überschläge an den vom immer noch vorhandenen Dampfbetrieb verrussten Isolatoren verhindert werden.

Auf der Niederspannungsseite (Sekundärseite) hatten die Transformatoren zwei Stufenwicklungen mit jeweils elf Anzapfungen von 113 V bis 567 V. Die Anzapfungen dieser zwei Wicklungen wiesen dabei entgegengesetzte Spannungen auf. Über zwei Stufenschalter konnten damit den parallel geschalteten Fahrmotorgruppen in den beiden Triebgestellen in 20 oder 23 Stufen Spannungen bis zu 1'100 V zugeführt werden. Da die zwei Fahrmotoren eines Triebgestells in Reihe geschaltet waren, ergab sich pro Motor eine maximale Spannung von ungefähr 550 V.

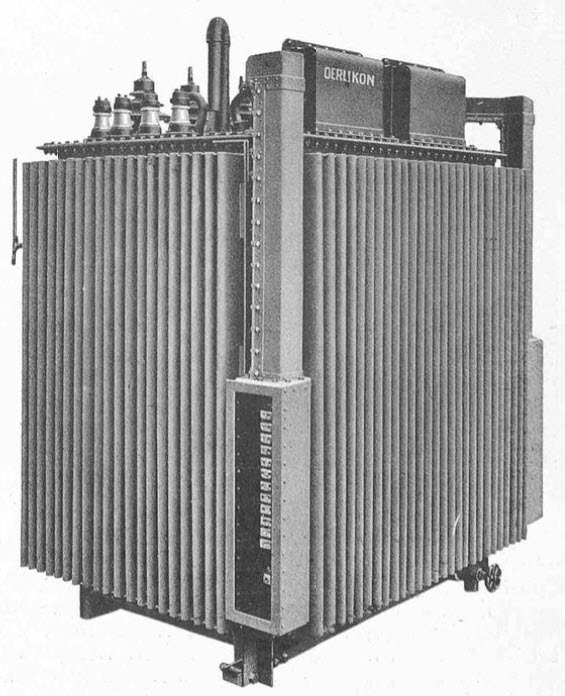
Haupttransformator der Lokomotiven 14251–14273, ohne 14264
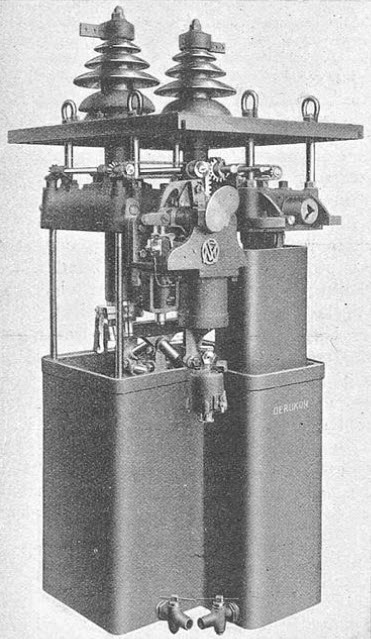
Ölhauptschalter, aus dem Kessel gehoben

Die Stufenschalter befanden sich beidseitig des Transformators. Sie waren zu den Führerständen nur mit Blechwänden getrennt. Das Lokomotivpersonal hatte deshalb nicht gerade den ruhigsten Arbeitsplatz.
Die Lokomotiven 14251–14255 und 14258–14260 besassen Walzenschalter ähnlich der Probelokomotive Fb 2x2/3 11301. Sie wurden von elektrischen Servomotoren angetrieben. Die Bedienung erfolgte mit einem Steuerkontroller oder einem kleinen, senkrechten Handrad am Führertisch.
Der Walzenschalter war schwerfällig, die Lokomotiven 14256, 14257 und 14261–14283 erhielten deshalb elektrisch betriebene Hebelschalter. Bei den Lokomotiven 14261–14265 hatte dabei jeder Hebelschalter einen Servomotor. Die Lokomotiven 14266–14283 hatten nur einen Servomotor, da die zwei Stufenschalter mechanisch verbunden waren. Die Bedienung erfolgte über ein waagrechtes Handrad am Führertisch. Damit konnten 20 Stufen (14261–14265) oder 23 Stufen (14266–14283) geschaltet werden.
Ein ganz anderes Konzept wurde bei den Lokomotiven 14256 und 14257 gewählt. Auch hier waren die zwei Stufenschalter mechanisch gekuppelt. Das Aufschalten und stufenweise Abschalten erfolgte hier mit einem riesigen, senkrechten Handrad am Führertisch. Nur für das Abschalten auf Null gab es einen kleinen Hebel auf dem Führertisch, der einen Servomotor in Betrieb setzte. Die Bedienung dieser zwei Maschinen war eine ziemliche körperliche Anstrengung.

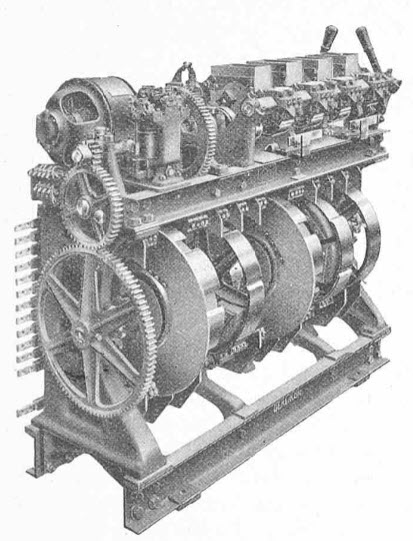
Stufenschalter als Walzenschalter mit Antrieb durch Servomotor
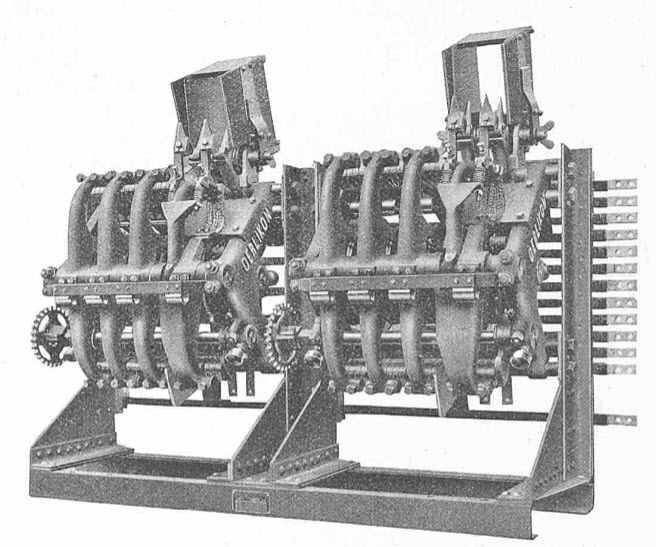
Stufenschalter als Hebelschalter

In jedem der zwei Vorbauten befanden sich zwei Fahrmotoren und die elektropneumatisch betätigten Wendeschalter.

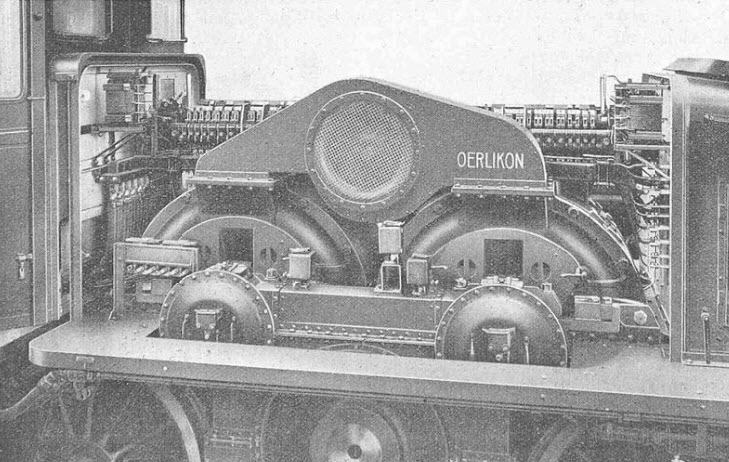
Eingebaute Fahrmotorgruppe mit Lüfter und aufgebauten Wendeschaltern
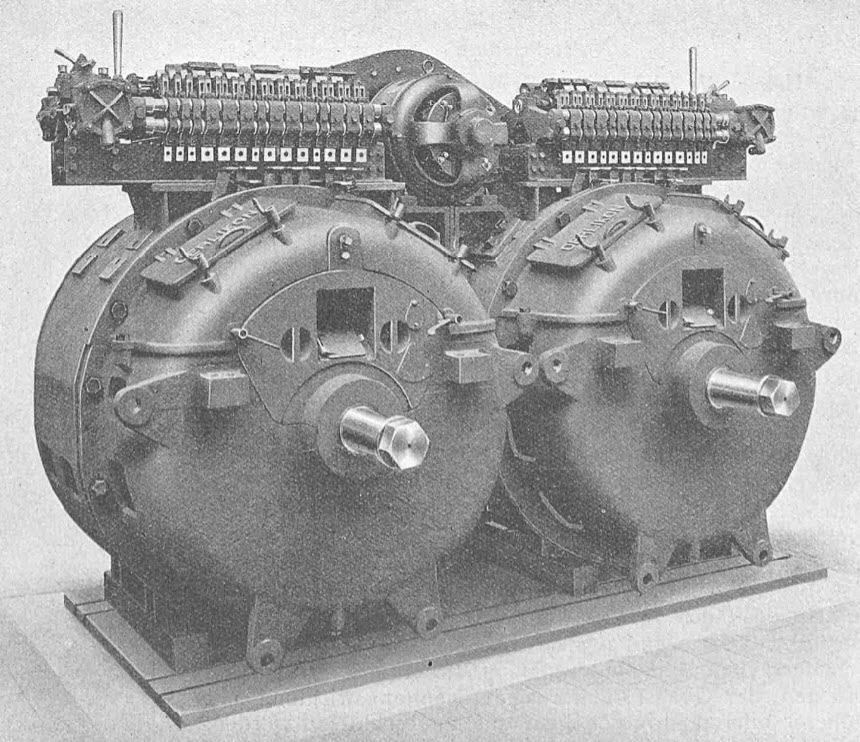
Ausgebaute Fahrmotorgruppe von der anderen Seite gesehen

#### Elektrische Nutzbremse
Die Ce 6/8II besassen eine elektrische Nutzbremse (Rekuperationsbremse), welche beim Bremsen die elektrische Energie der als Generatoren wirkenden Fahrmotoren in die Fahrleitung zurückspeist. Als zusätzliche Elemente in der Schaltung wurden induktive Shunts und Bremsdrosseln genutzt, während die beim Fahren benötigten Ohmschen Wendepolshunts in der Bremsschaltung nicht benutzt wurden.

Zur Einleitung der elektrischen Bremsung musste zuerst der Stufenschalter bis auf Null ablaufen. Danach konnte der Wendeschalter von Vorwärts (V) auf Bremsen Vorwärts (BV) umgelegt werden und der Stufenschalter wieder aufgeschaltet werden. Eine Fehlbedienung der Nutzbremse führte zum folgenschweren Unfall von Wädenswil im Jahre 1948.

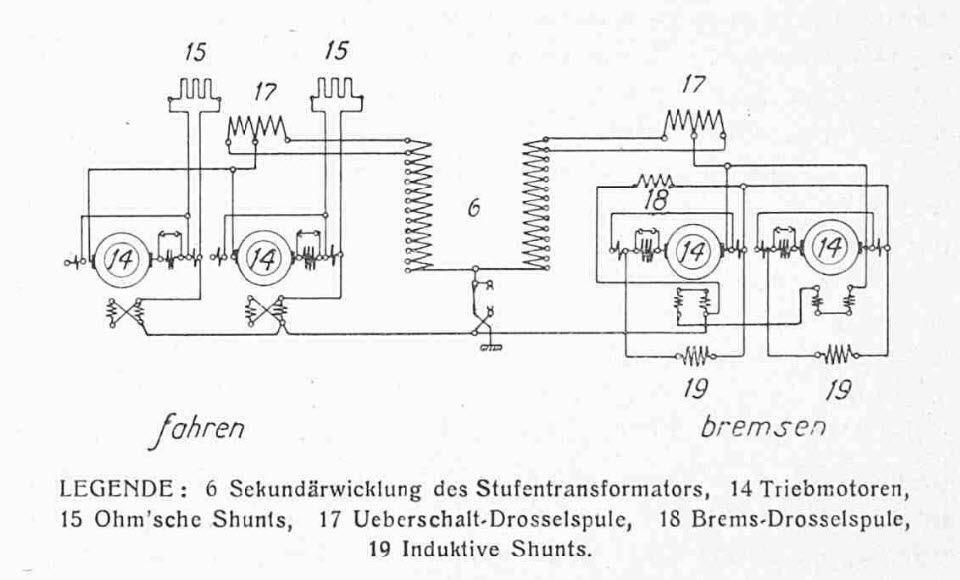
Fahrmotorschaltung der Krokodillokomotive. Links fahren, rechts bremsen
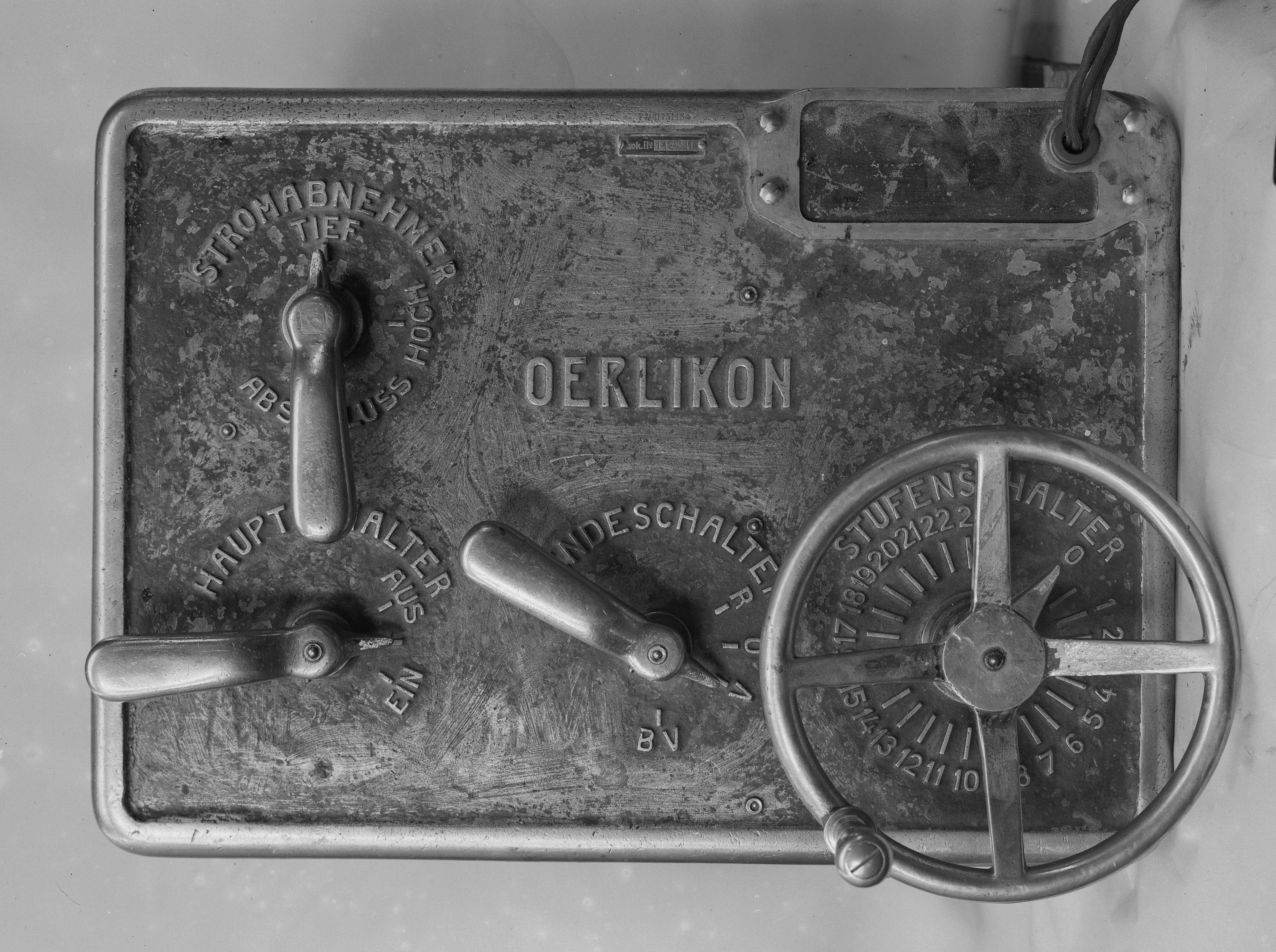
Führertisch der Krokodillok. Links oben: Stromabnehmer, links unten: Hauptschalter, mitte: Wendeschalter mit den Stellungen R (Rückwärts), 0, V (Vorwärts) und BV (Bremsen Vorwärts), rechts: Handrad zur Bedienung des Stufenschalters

#### Hilfsbetriebe

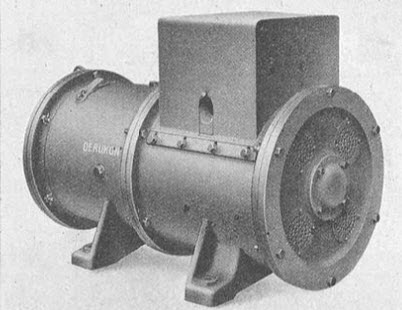
Umformergruppe für die Steuerstromversorgung

Die nachfolgend aufgeführten Hilfsbetriebe wurden vom Transformator mit 220 V versorgt:
- Je ein Kolbenkompressor in jedem Vorbau
- Ein Ventilator für jede der zwei Fahrmotorgruppen
- Zwei Ventilatoren für den Transformator (14251–14263, 14265–14273) oder ein Motor zum Antrieb von Ölpumpe und Ventilator zum Ölkühler (14264, 14274–14283)
- Umformergruppe zur Batterieladung, Leistung ca. 1,5 kW
- Führerstandsheizung
- Fusswärmeplatten
- Ölwärmeplatte (Führerstand I)

In jedem Vorbau befand sich eine fest installierte Lampe. Links über dem Führertisch befand sich eine Klappe. Öffnete man diese, konnte man sehen, hören und riechen, ob vorne noch alles in Ordnung war.

#### Zugheizung

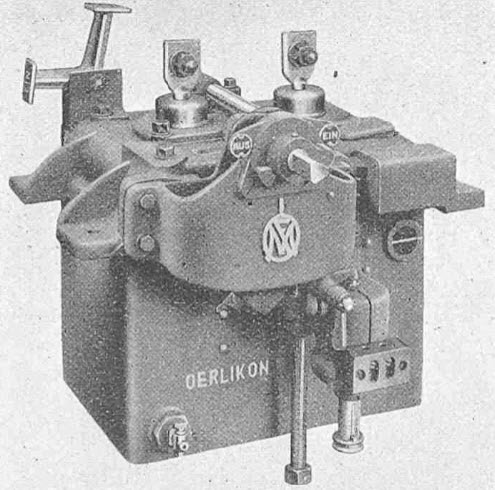
Einpoliger Ölschalter für die Zugsammelschiene.

Der Strom für die Zugheizung wurde dem Transformator abgenommen. Bei den ersten zehn Lokomotiven konnten 800 V, 1'000 V und 1'200 V geschaltet werden, wobei die 1'200 V nur im Stillstand benutzt werden durften. Bei den anderen Lokomotiven standen nur noch 800 V und 1'000 V zur Verfügung. Die 1'200-V-Stufe wurde bei den ersten zehn Lokomotiven später entfernt. Vor 1950 wurde bei allen Lokomotiven auch die 800-V-Stufe ausgebaut.

## Betriebseinsatz
Nach der Ablieferung im Jahre 1919 fuhren sie die Strecke Bern–Thun–Spiez, da diese Strecke die einzige elektrifizierte der SBB war. Die Krokodile fuhren dabei unter einer Spannung von 7'500 V statt der später üblichen 15'000 V. Dies war am Anfang nötig, da die Verschmutzung der Isolatoren durch Dampflokomotiven noch keine höhere Spannung zuliess.
Mit der Elektrifizierung der Gotthardstrecke ab Oktober 1920 wurden die Krokodile primär im Gotthardverkehr eingesetzt. Sie lösten dort die Dampflokomotiven C 5/6 ab, welche erst gerade drei bis sechs Jahre alt waren.
Die Krokodile waren in der ganzen Schweiz im Güterverkehr anzutreffen.
Ab 1941 wurden die Maschinen umfassend umgebaut. In diesem Zusammenhang konnte die Höchstgeschwindigkeit von 65 km/h auf 75 km/h erhöht werden; die Lokomotiven bekamen daher die Bezeichnung Be 6/8II und 13-tausender Nummern.
Nach dem Zweiten Weltkrieg und mit dem Aufkommen der Ae 6/6, welche fortan für den Gotthard zuständig war, wurden die Krokodile vermehrt im Flachland eingesetzt. In den 1970er und 1980er Jahren waren sie vorwiegend vor Kieszügen, Zuckerrübenzügen wie auch im Rangierdienst tätig.

## Ausrangierung und musealer Erhalt
Die ersten Ce 6/8II wurden 1968 ausrangiert. In Rangierfahrzeuge modifizierte Krokodile, welche am Ende ihrer Einsatzzeit in den Rheinhäfen von Basel tätig waren, fuhren bis 1986.
Sieben Lokomotiven sind erhalten geblieben:
- 14253 (braun), TSI: 91 85 4601 253-8 bei SBB Historic betriebsfähig
- 13254 (grün), TSI: 91 85 4601 254-6 bei SBB Historic in Aufarbeitung[1]
- 13257 (grün) im Südbahnmuseum in Mürzzuschlag
- 14267 (braun) im Technik-Museum Speyer
- 14270 (grün, TSI: 91 85 4601 270-2) seit 15. Juni 2020 überdachtes Freilichtdenkmal in Zürich-Oerlikon (), bis zum 15. Januar 2013 in Erstfeld als Freilichtdenkmal,[2][3][4] von 1978 bis 1979 bei der Krokodil-Ausstellung im Verkehrshaus der Schweiz in Luzern.
- 14276 (grün, TSI: 91 85 4601 276-9) beim Club del San Gottardo, betriebsfähige Aufarbeitung geplant
- 14282 (grün) im Auto- und Technikmuseum Sinsheim

## Galerie

Ce 6/8II Nr. 14251 aus dem Typenblatt der SLM
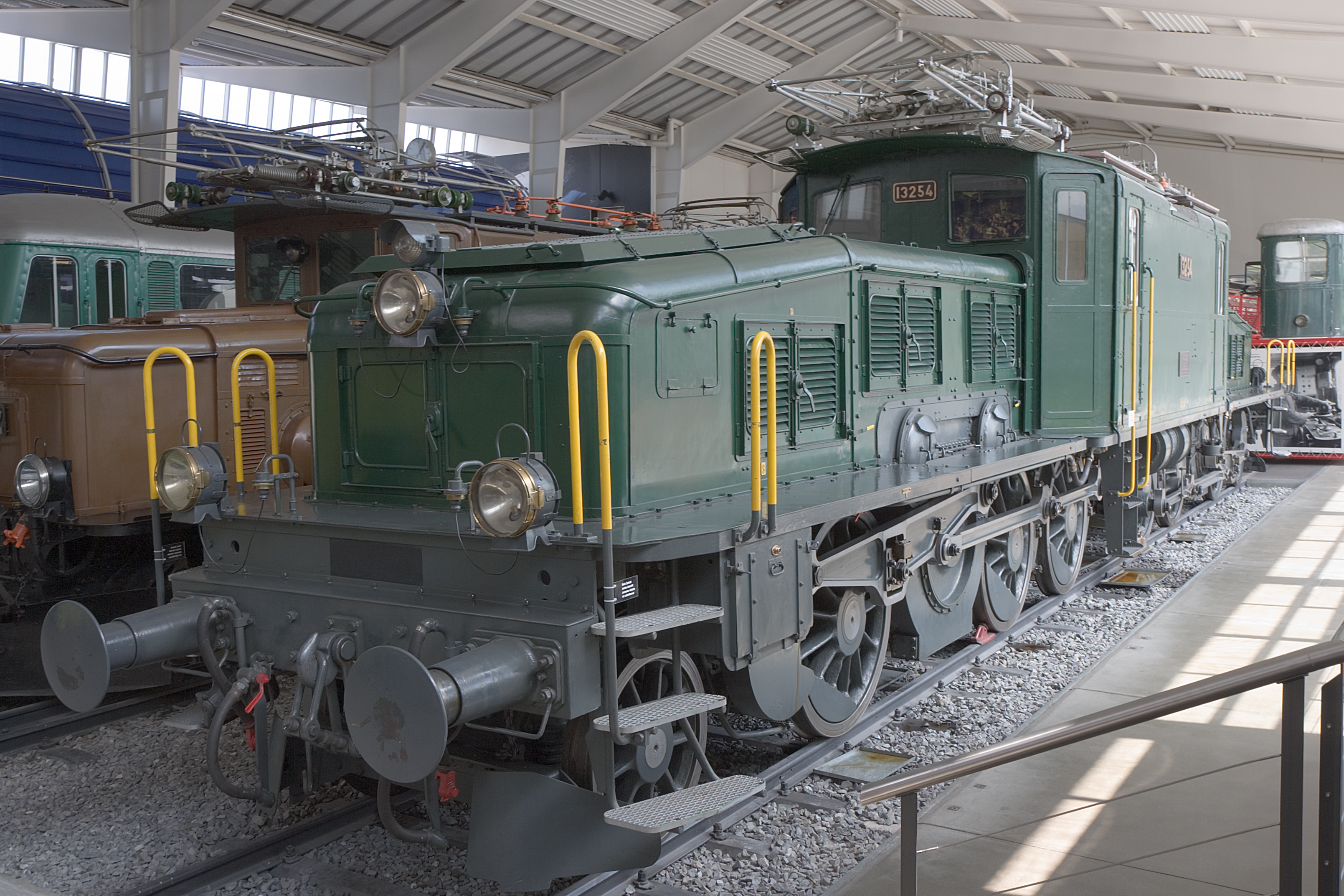
Be 6/8II Nr. 13254 im Verkehrshaus der Schweiz
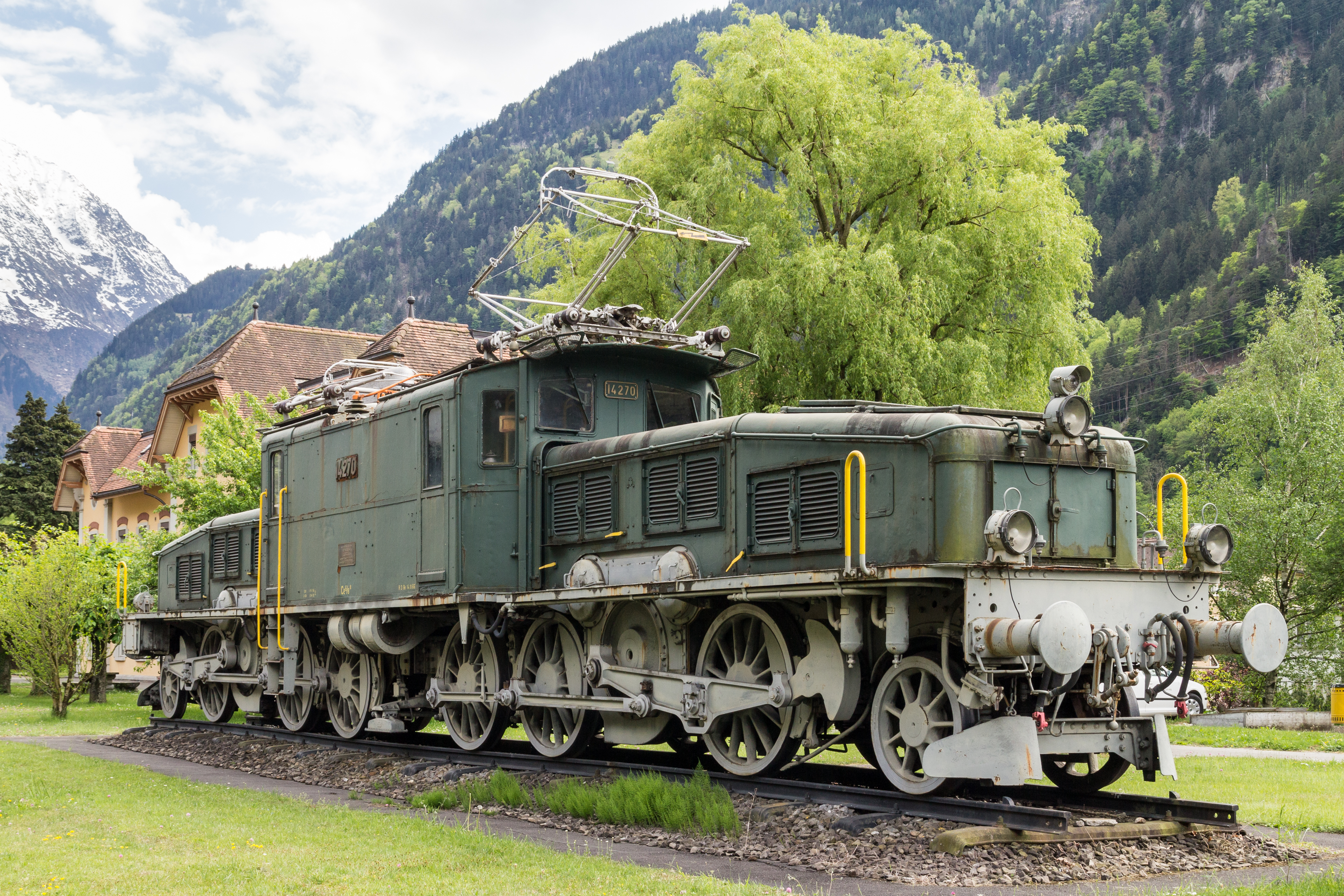
Ce 6/8II Nr. 14270 als technisches Denkmal in Erstfeld (2011)
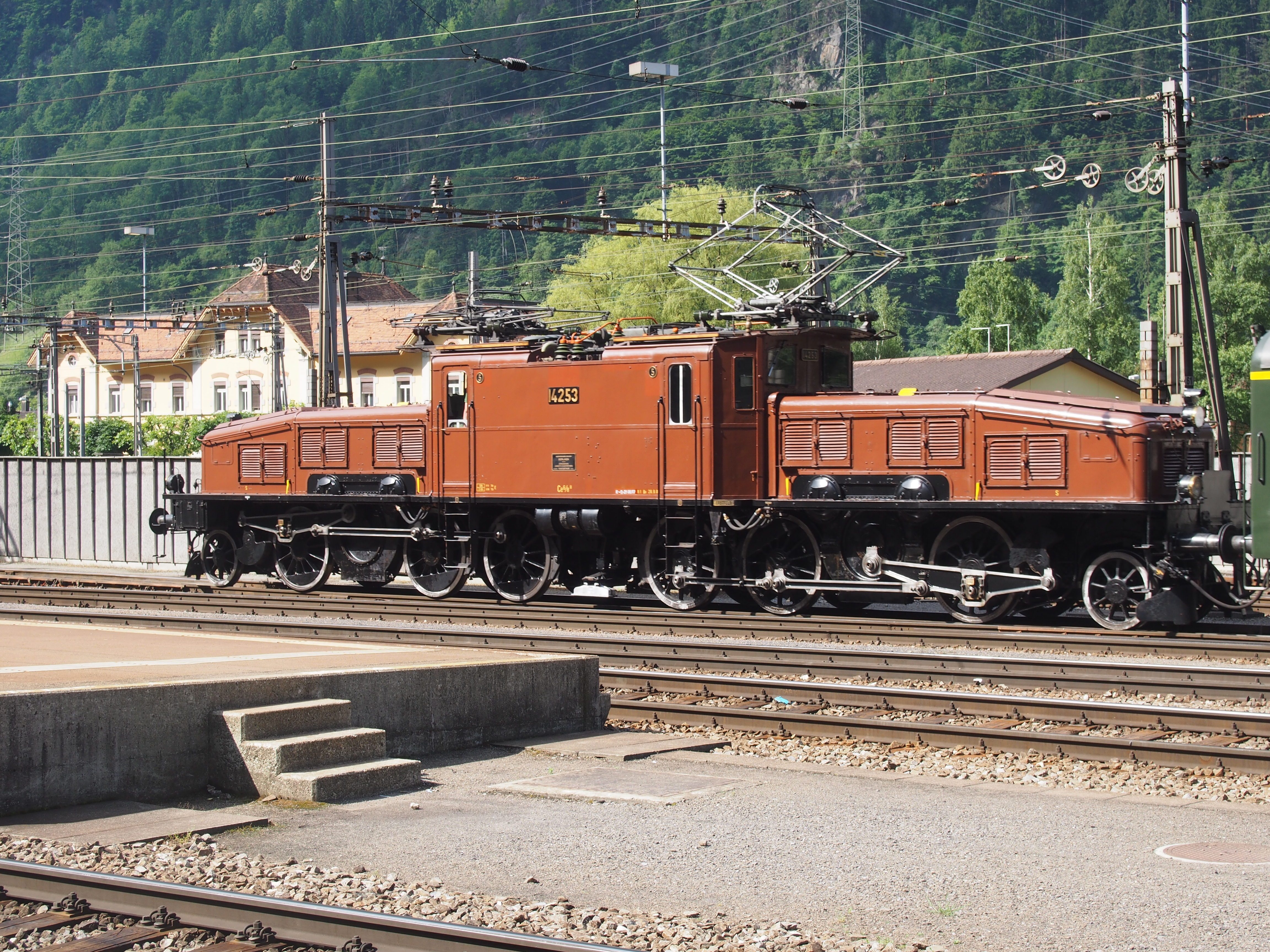
Ce 6/8II Nr. 14253 in Erstfeld
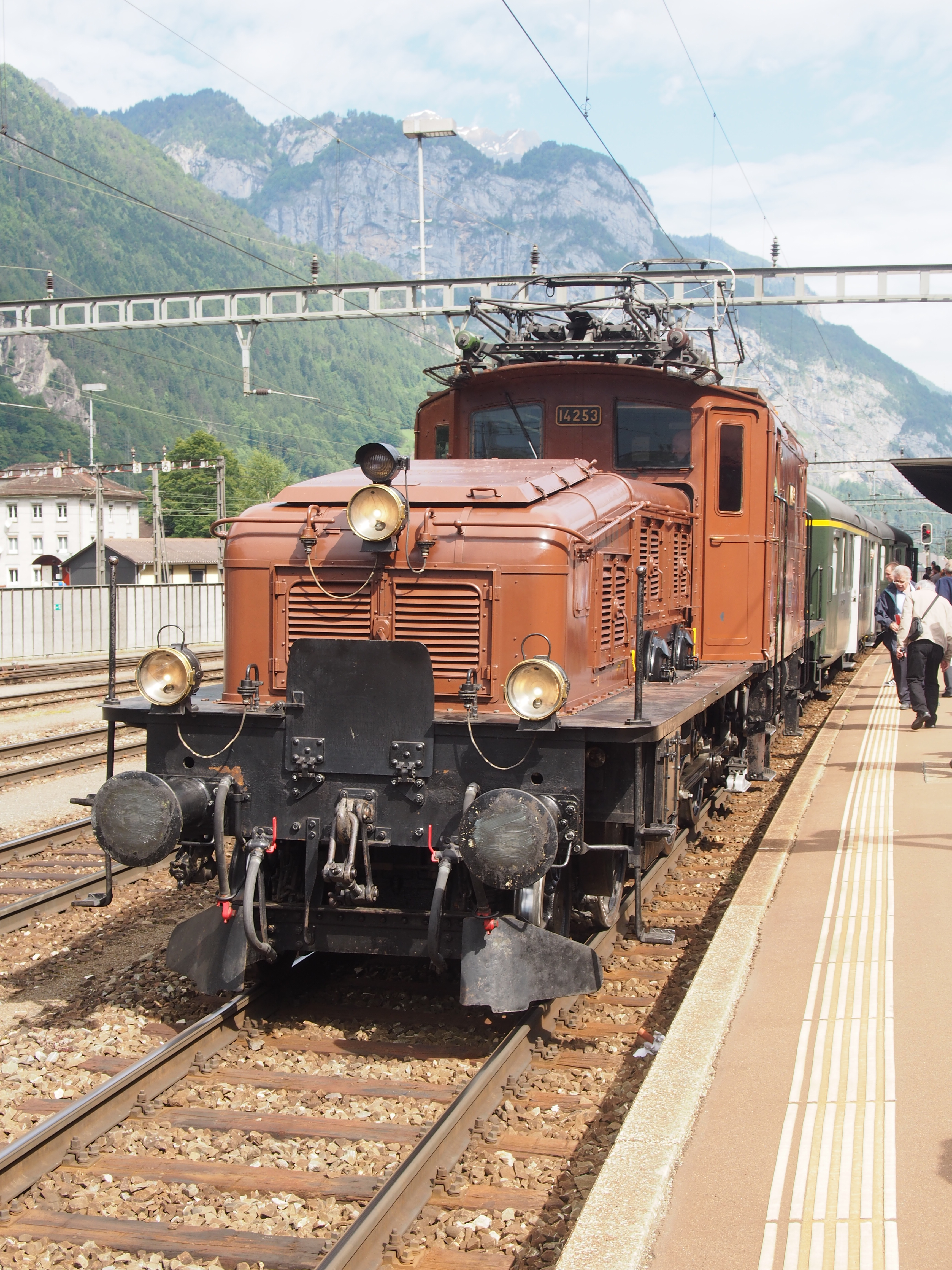
Ce 6/8II Nr. 14253 (Frontansicht)
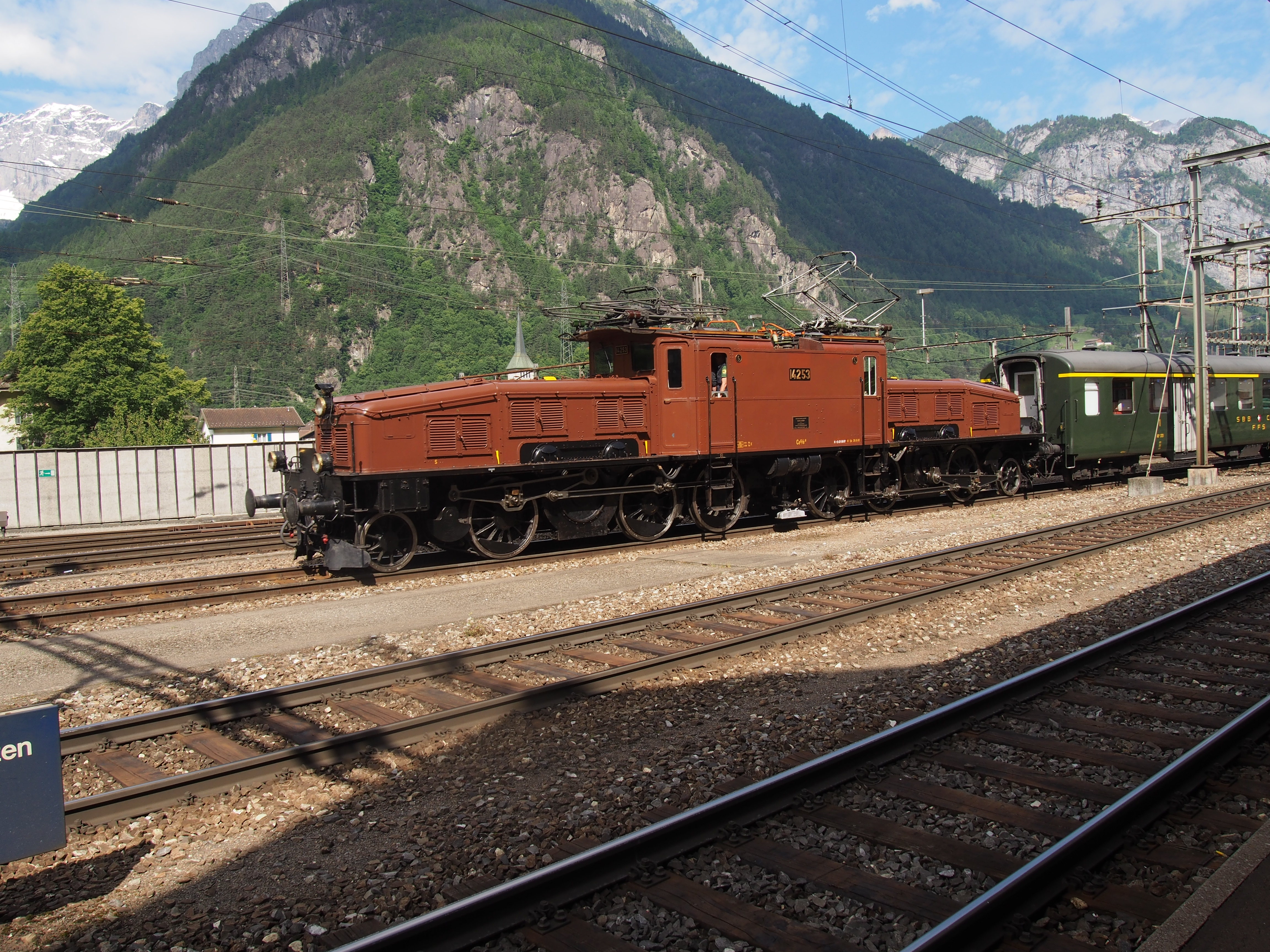
Ce 6/8II Nr. 14253 in Erstfeld, mit Leichtstahlwagen (SBB)
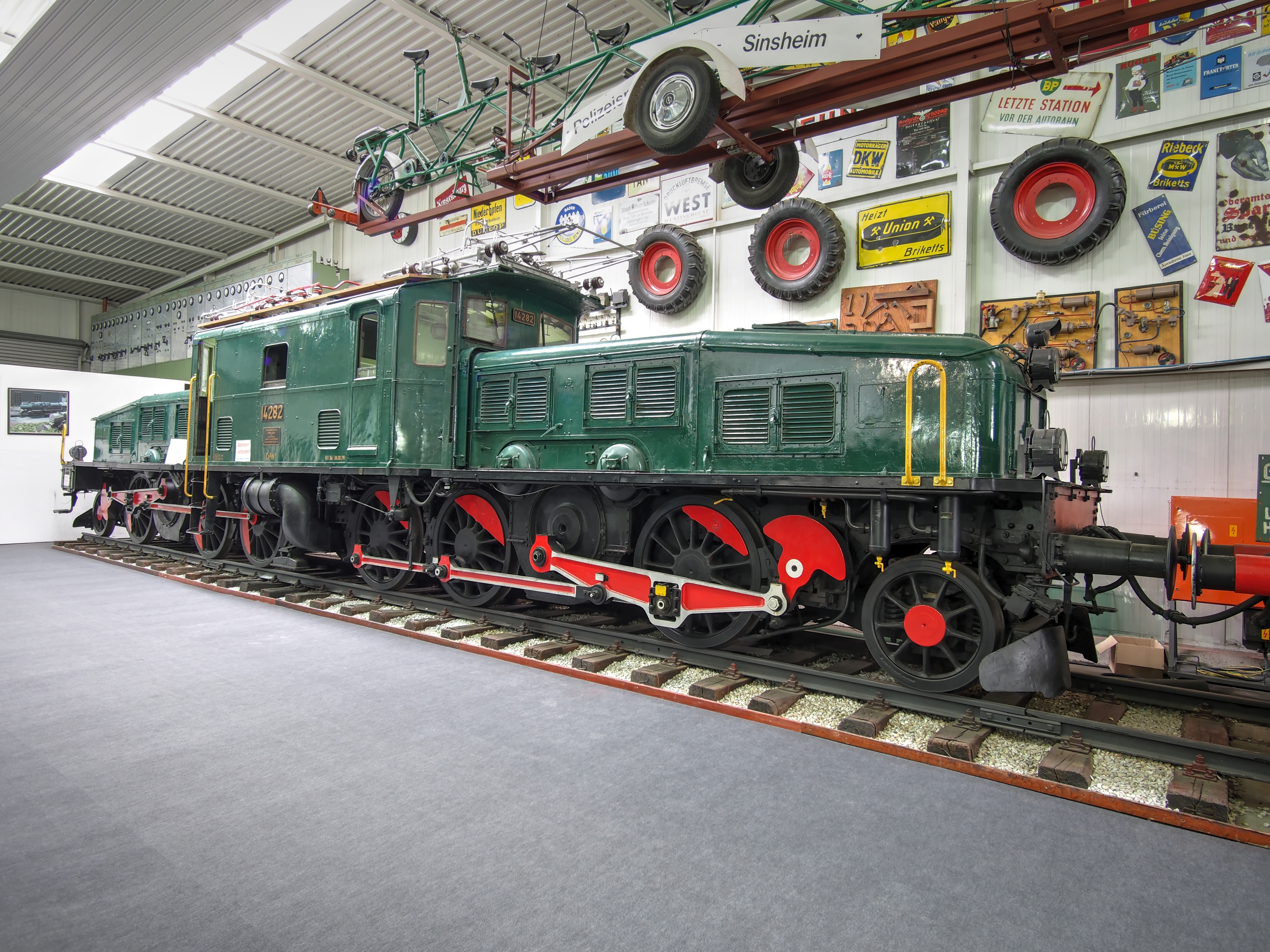
Ce 6/8II Nr. 14282 im Auto- und Technikmuseum Sinsheim